# سينتيا ماري
سينتيا ماري هي قرية تقع في إقليم أراد في رومانيا.

## السكان
حسب إحصائيات 2002 بلغ عدد سكان القرية 3,669 نسمة.